# Prosevania montana
Prosevania montana är en stekelart som först beskrevs av Jean-Jacques Kieffer 1911.  Prosevania montana ingår i släktet Prosevania och familjen hungersteklar. Inga underarter finns listade i Catalogue of Life.